# QCDS
QCDSとは、品質(Quality)、価格(Cost)、納期や入手性(Delivery)、対応やサポート(Service)の頭文字をとったもので、製品の評価における指標のひとつである。
関連する概念にQCDFがある。
製品を購入するにあたり、これらの項目を他の製品と比較／評価し、よりよいものを購入するための資料とする。また製品開発においてもこれらを考慮することで、売り上げやブランド力の強化、顧客満足度の向上などに役立てることができる。

## 建設業におけるQCDS
建設業においては、Sは安全(Safety)を指すとされる。
建設業の施工管理における管理対象である「4大管理」は、それぞれ以下の要素に対応する。
- 工程管理…納期(Delivery)
- 原価管理…価格(Cost)
- 安全管理…安全(Safety)
- 品質管理…品質(Quality)

建設業の業務は、一般の製造業に比べ、業務全体に占める危険有害業務の割合が高い。現場災害の発生件数も、建設業は全産業で最も高い割合を占める。そうした背景から、建設業は「安全に業務が遂行されること」を重要視するのである。
一方で、建設業においては、対応やサポートは安全ほどには重要視されない。建設業の業務は、一般に民法上の請負契約に立脚して行われるものであり、建設業者の業務の第一義は「発注者と合意した価格・品質要件に基づき、納期までに工事を完成させること」であるためである。